# Franz Miltenberger
Franz Miltenberger (* 14. November 1867 in Buchbrunn bei Kitzingen; † 30. Mai 1959) war ein römisch-katholischer Priester.

## Leben
Franz Miltenberger wurde als erstes von sieben Kindern des Bahnwärters Andreas Miltenberger und seiner Frau Anna geboren. Zum Wintersemester 1886/87 immatrikulierte sich Miltenberger an der Universität Würzburg in den Fächern Theologie, Philosophie und Geschichte. Am 3. August 1890 empfing er die Priesterweihe. Er wirkte als Kaplan am Juliusspital Würzburg und in Giebelstadt, als Pfarrer in Rannungen und Bad Brückenau und ab 1924 als Domkapitular in Würzburg. 1930 ernannte der Würzburger Bischof Matthias Ehrenfried Miltenberger zum Generalvikar. Dieses Amt hatte er bis zum Tod des Bischofs 1948 inne. 1935 wurde Miltenberger zum Domdekan, 1938 durch Papst Pius XI. zum Dompropst ernannt.
Miltenberger war Initiator der Errichtung des Gymnasiums in Bad Brückenau, das später nach ihm benannt wurde.
Er wurde mit dem Großen Verdienstkreuz der Bundesrepublik Deutschland, verliehen 1952 von Theodor Heuss, und der Ehrendoktorwürde der Universität Würzburg ausgezeichnet.
Franz Miltenberger ist in der Sepulturkapelle des Würzburger Doms bestattet.